# خاطرات مرد ناتمام
خاطرات مرد ناتمام نام سریالی ایرانی یه کارگردانی صادق کرمیار است که در زمستان ۱۳۹۱ به مناسبت دهه فجر در ۲۶ قسمت از شبکه یک سیما پخش شد.

## داستان
داستان سریال مربوط به سال‌های ۱۳۲۷ تا ۱۳۳۲ و روایت تلاش همایون پورسینا است که قصد سفر به خارج از کشور را دارد و در این حین خاطرات پدر بزرگش را که بتازگی فوت کرده می‌خواند. همایون (پدر بزرگ) که در فرانسه داروسازی خوانده و به ایران بازگشته درصدد تأسیس لابراتو ر و تولید دارو برای مردم کشورش است. اما سفارت انگلیس و شهربانی حکومت شاه در مسیر او سنگ‌اندازی می‌کنند.

## فیلمبرداری
این سریال در شهر تهران و شهرک غزالی تصویربرداری شده‌است.

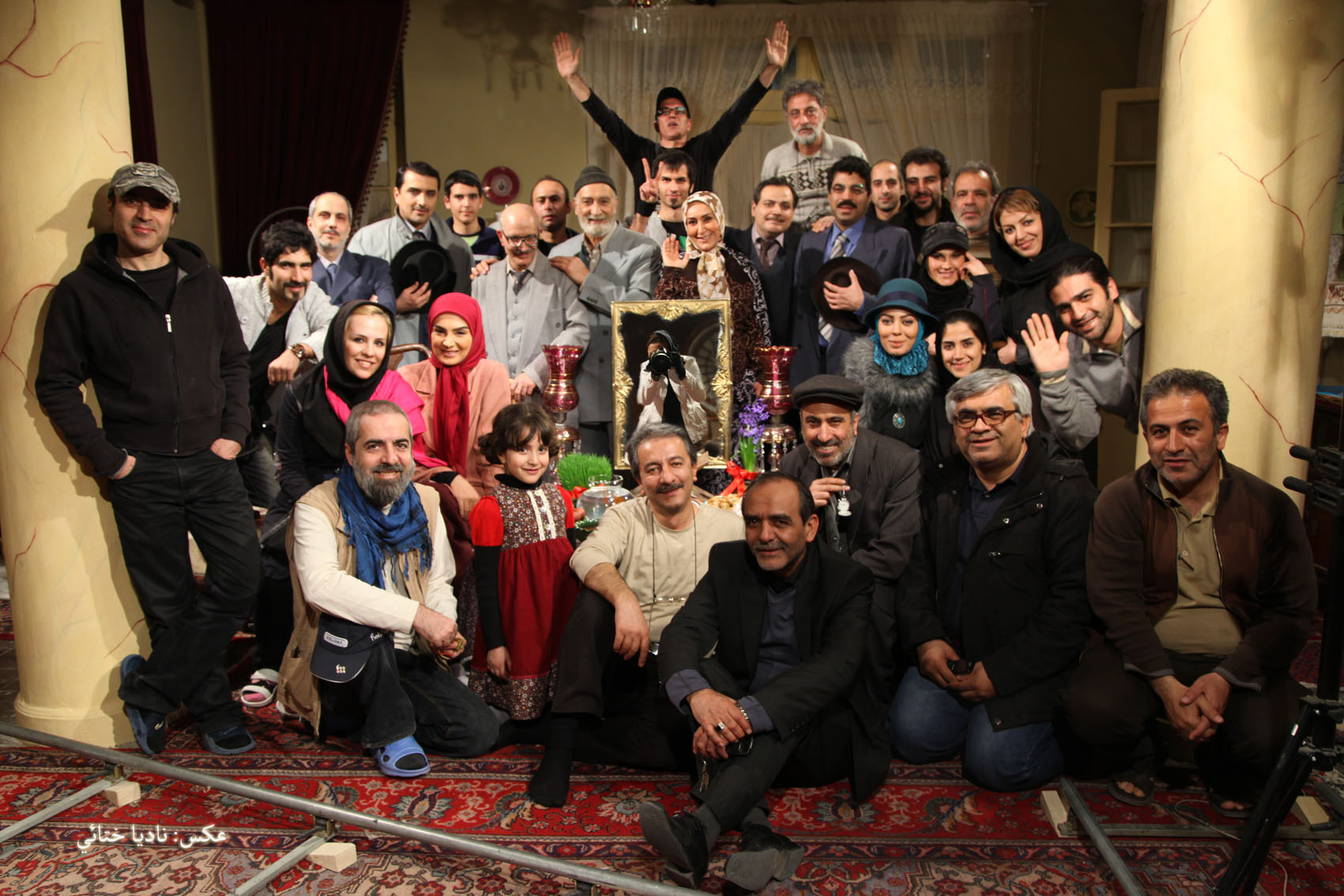
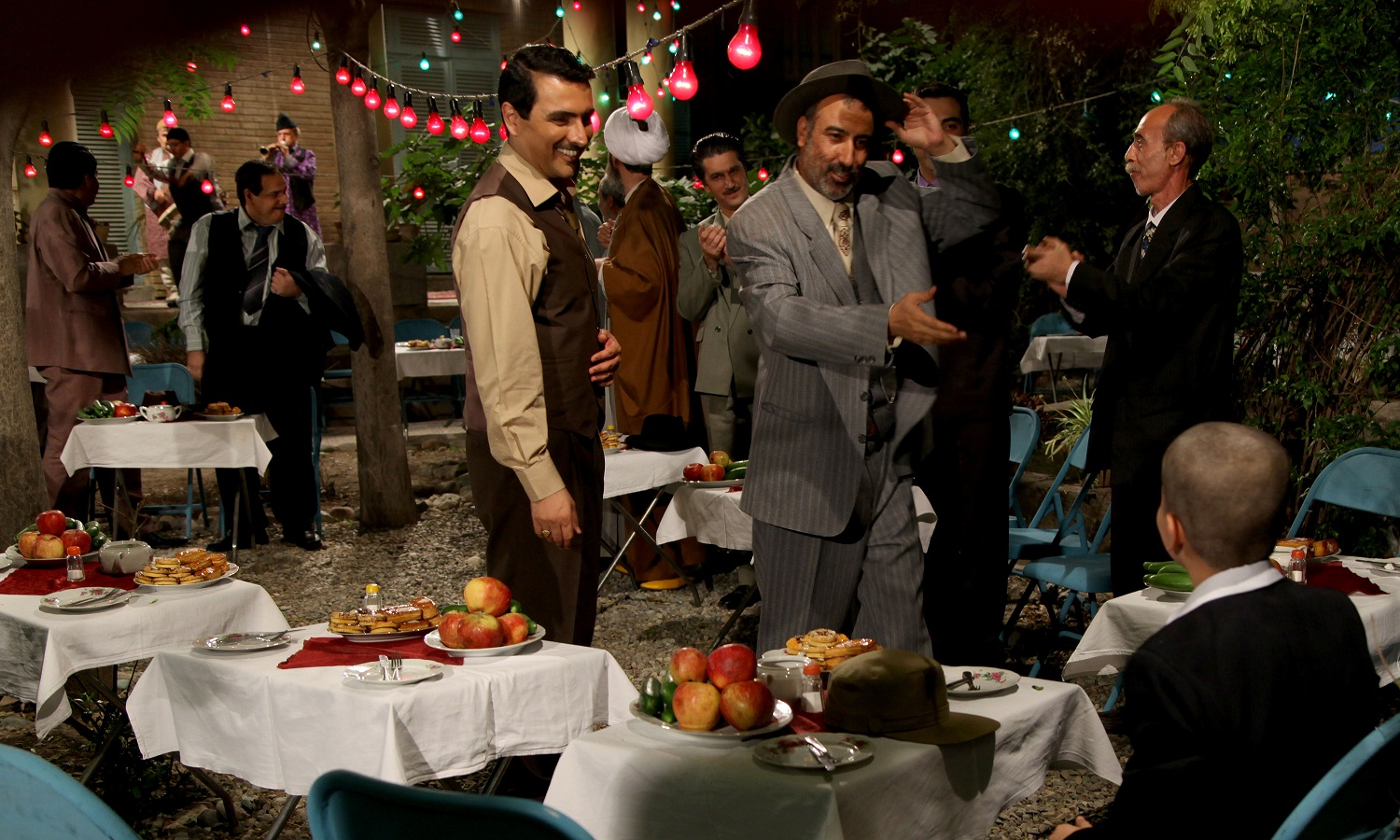
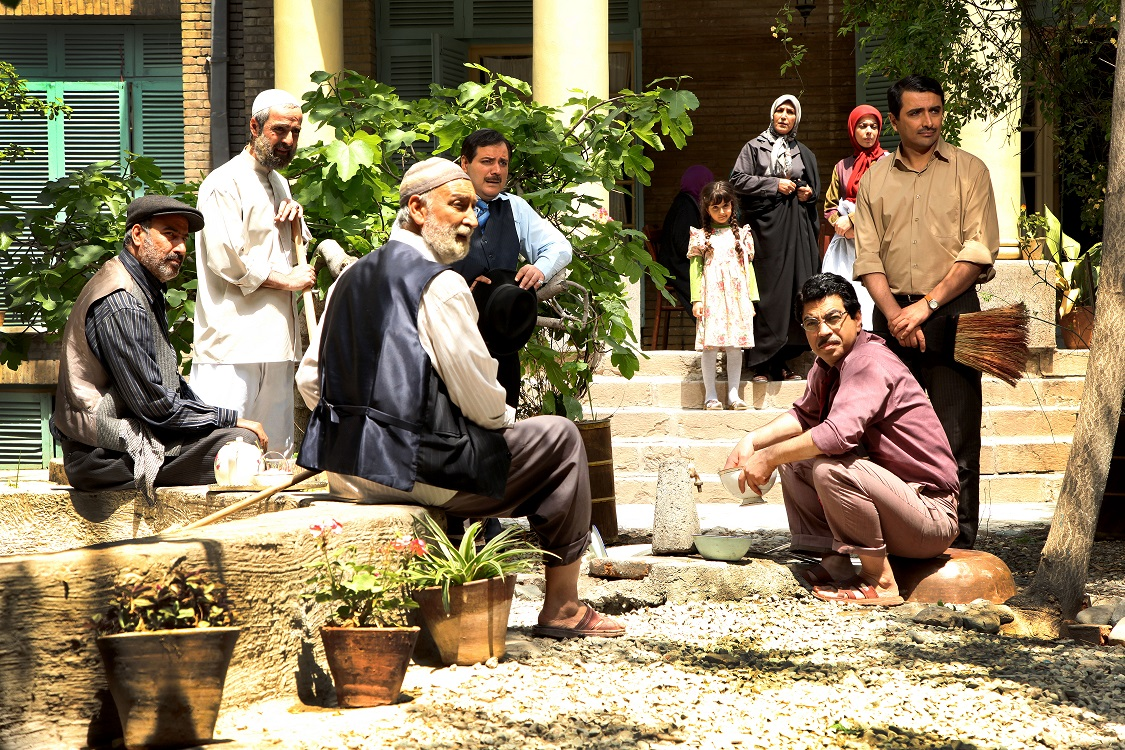
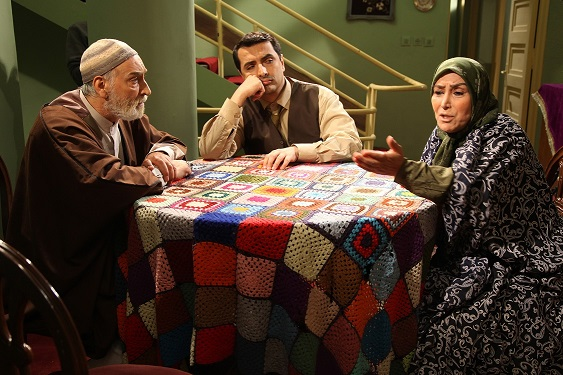
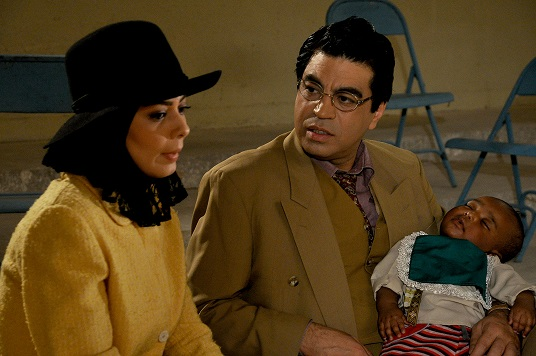
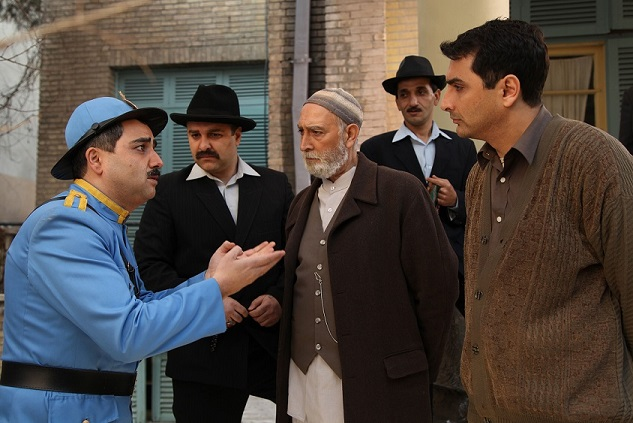
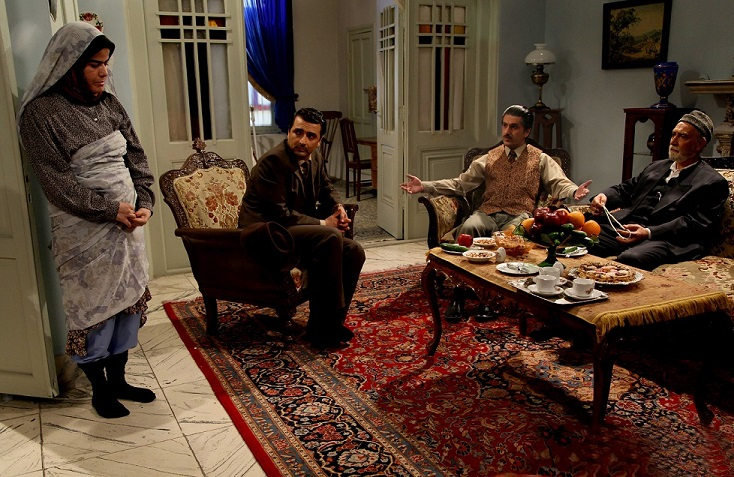
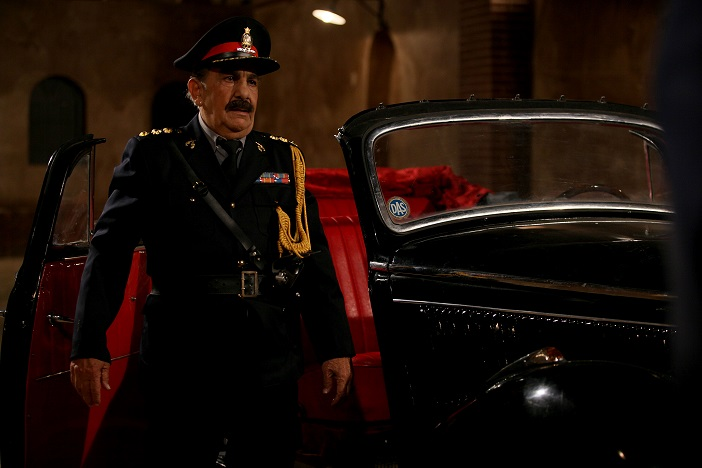
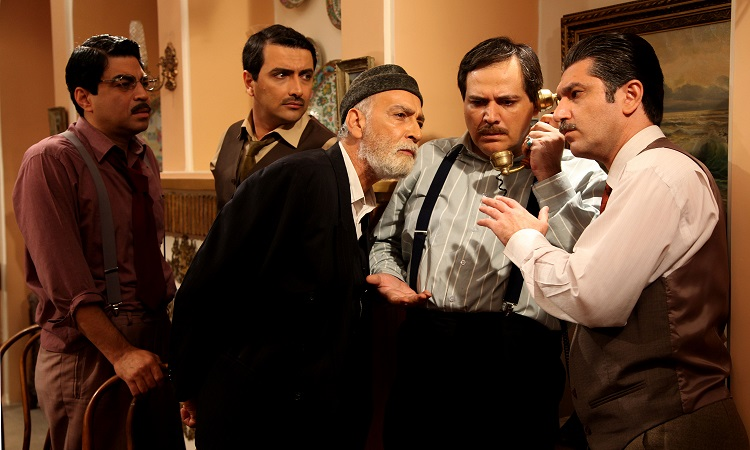
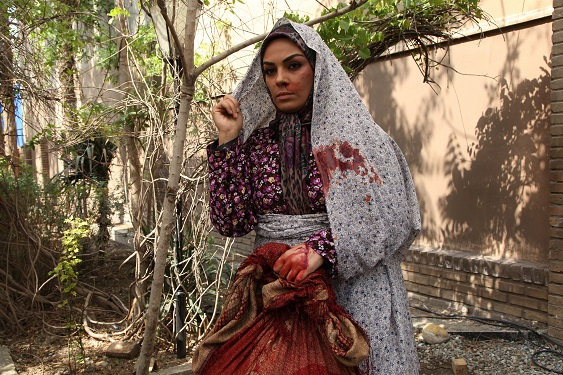
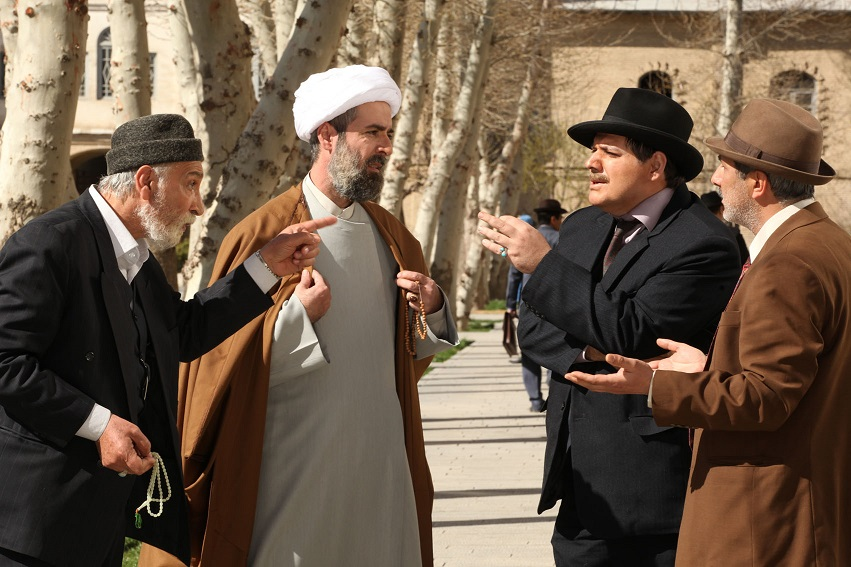
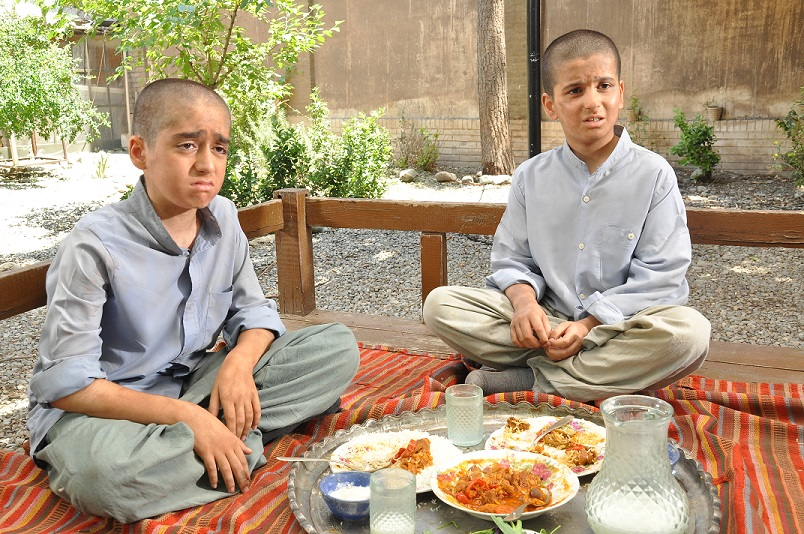
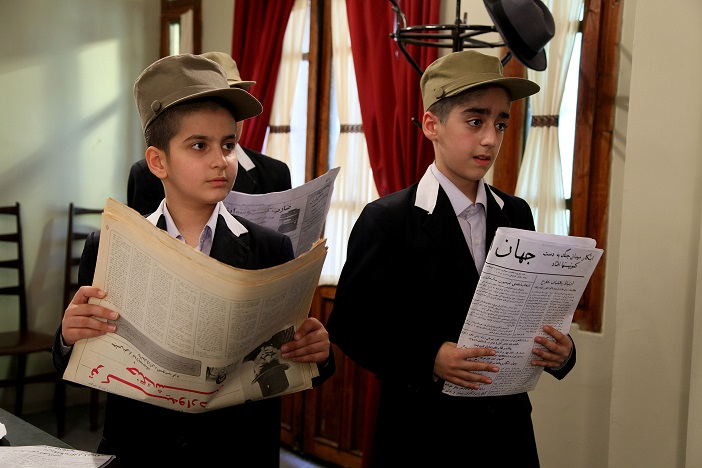
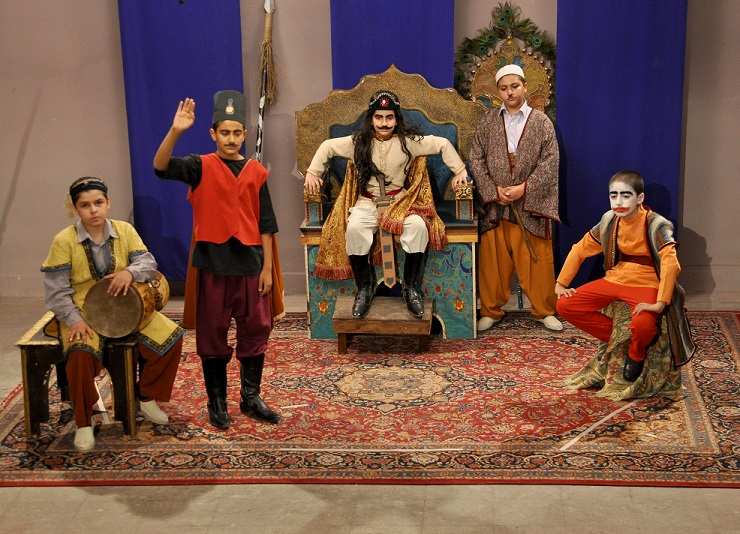
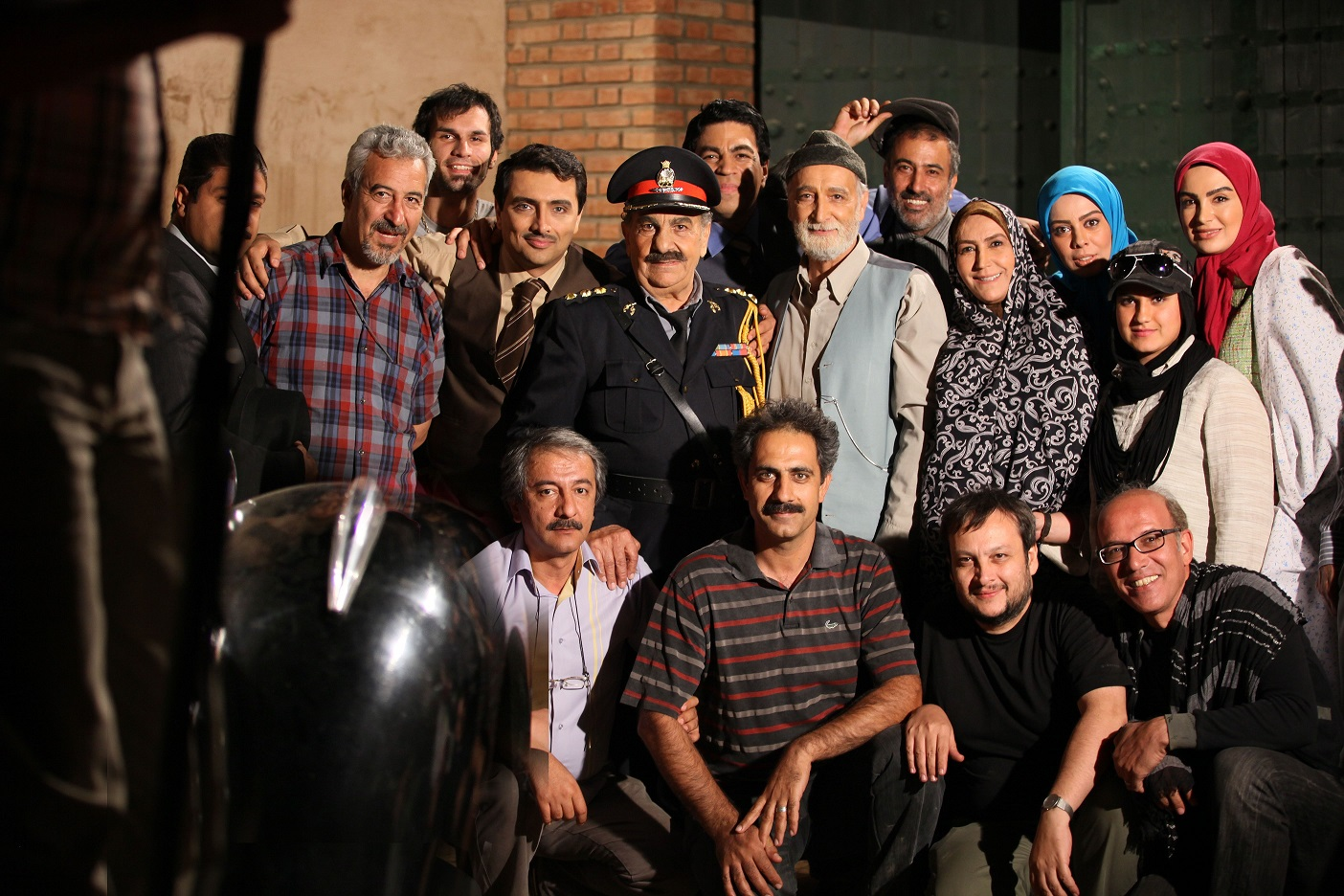
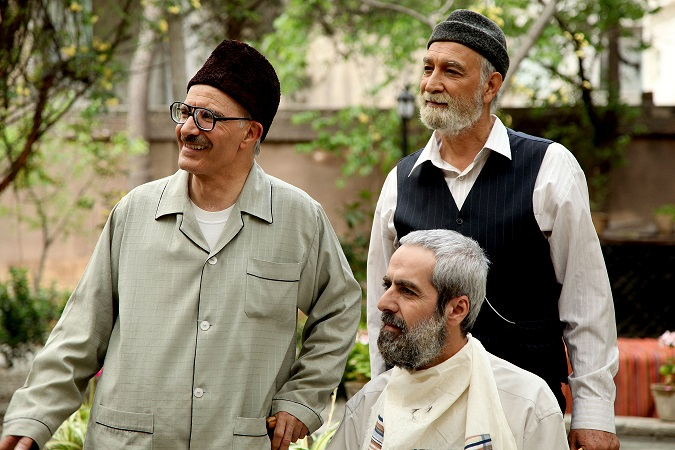
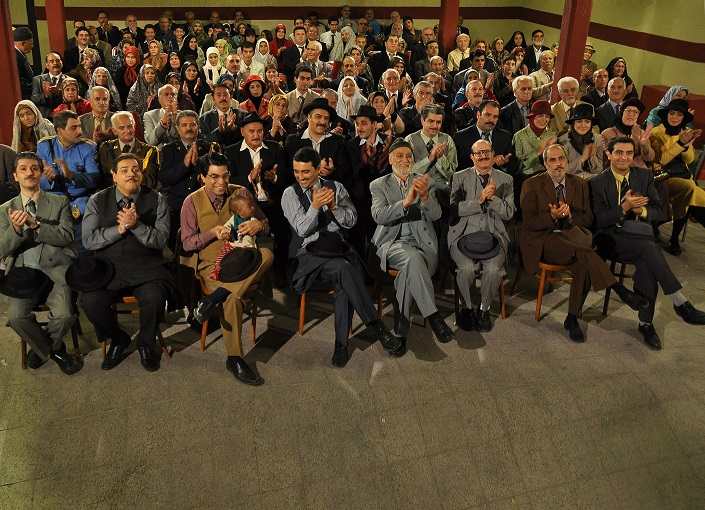
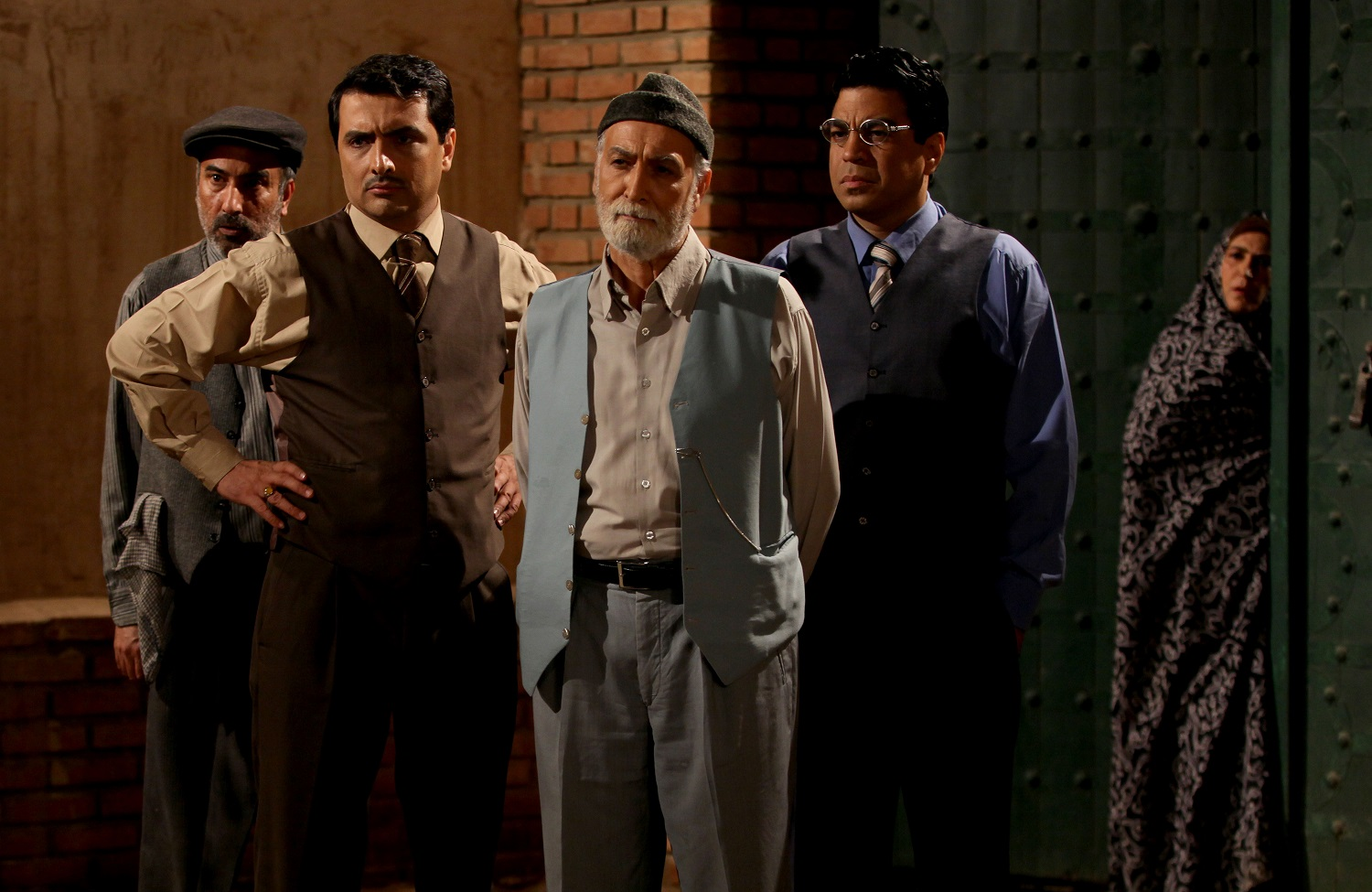
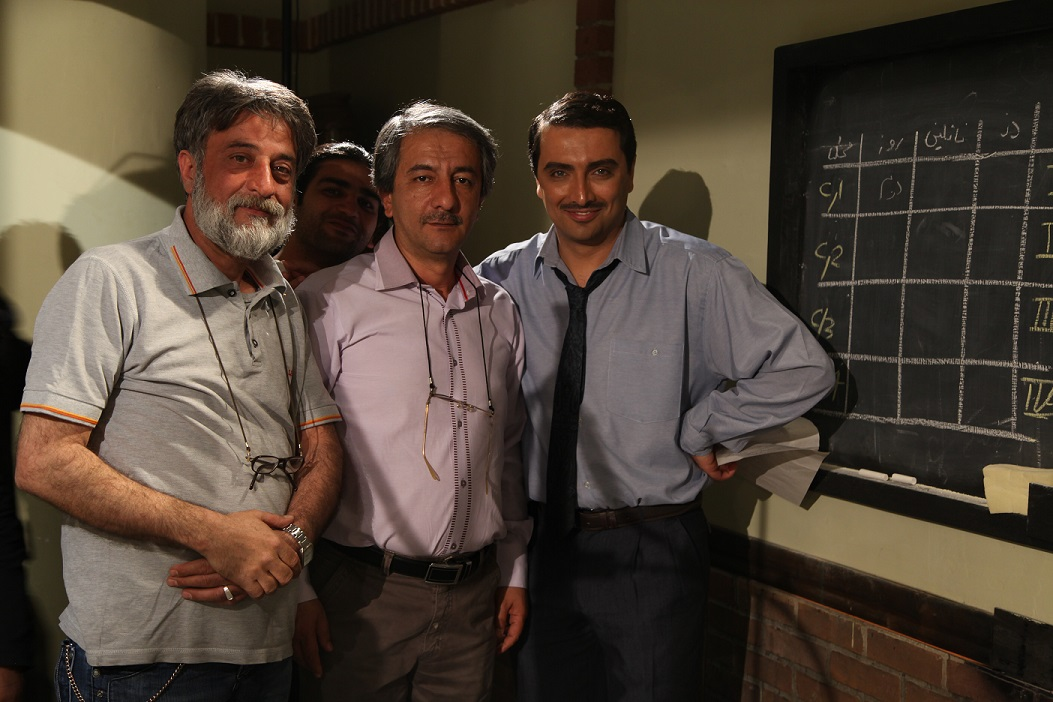